# Sauggern
Sauggern ist eine Ortschaft und eine Katastralgemeinde in der Marktgemeinde Ludweis-Aigen im niederösterreichischen Waldviertel. Die Ortschaft zählt 20 Einwohner (Stand 1. Jänner 2024).

## Geografie
Das kleine Dorf liegt auf der Hochfläche zwischen Thaya und Seebsbach und ist über die Landesstraße L8051 erreichbar, die in Kollmitzgraben endet. Am 1. April 2020 umfasste die Ortschaft 21 Adressen.

## Geschichte
Die erste Nennung des Ortes fällt in das Jahr 1327, als laut einer Urkunde in „savkkarn“ ein Gehöft verkauft wurde. Der Ortsname leitet sich vermutlich vom slawischen Personenname Supka ab, der mit der deutschen Endung –ern versehen wurde.
Im Jahr 1822 wurde der Ort als Dorf mit 14 Häusern genannt, das nach Aigen eingepfarrt war, wohin auch die Kinder eingeschult wurden. Die Herrschaft Raabs besaß die Ortsobrigkeit, übte die Landgerichtsbarkeit aus und besorgte die Konskription. Die Untertanen und Grundholde des Ortes gehörten der Herrschaft und der Pfarre Raabs.
Laut Adressbuch von Österreich waren im Jahr 1938 in Sauggern ein Dachdecker und mehrere Landwirte ansässig.

## Siedlungsentwicklung
Zum Jahreswechsel 1979/1980 befanden sich in der Katastralgemeinde Sauggern insgesamt 23 Bauflächen mit 9.825 m² und 33 Gärten auf 15.160 m², 1989/1990 gab es 24 Bauflächen. 1999/2000 war die Zahl der Bauflächen auf 42 angewachsen und 2009/2010 bestanden 36 Gebäude auf 66 Bauflächen.

## Bodennutzung
Die Katastralgemeinde ist landwirtschaftlich geprägt. 127 Hektar wurden zum Jahreswechsel 1979/1980 landwirtschaftlich genutzt und 103 Hektar waren forstwirtschaftlich geführte Waldflächen. 1999/2000 wurde auf 128 Hektar Landwirtschaft betrieben und 103 Hektar waren als forstwirtschaftlich genutzte Flächen ausgewiesen. Ende 2018 waren 120 Hektar als landwirtschaftliche Flächen genutzt und Forstwirtschaft wurde auf 108 Hektar betrieben. Die durchschnittliche Bodenklimazahl von Sauggern beträgt 22 (Stand 2010).

## Persönlichkeiten
- Karl Gutkas (1926–1997), Historiker, Kulturamtsdirektor von St. Pölten und Leiter der Nö. Landesausstellungen, wurde hier geboren